# Franz Karl Maier
Franz Karl Maier (* 4. Oktober 1910 in Stuttgart; † 13. April 1984 in Berlin) war Verleger und Herausgeber des Tagesspiegels (1949–1984).

## Leben
Franz Karl Maier studierte Rechts- und Staatswissenschaften an der Eberhard Karls Universität Tübingen. Ab 1928 war er Mitglied der katholischen Studentenverbindung AV Guestfalia Tübingen im CV.
Er ließ sich 1935 in Stuttgart als Rechtsanwalt nieder. Von 1939 bis 1945 war er Soldat.
Nach dem Zweiten Weltkrieg wurde er Lizenzträger und Mitherausgeber der Stuttgarter Zeitung und 1946 von der Regierung Württemberg-Baden auf der Grundlage des „Gesetzes zur Befreiung von National-Sozialismus und Militarismus“ zum öffentlichen Ankläger vor der Spruchkammer Stuttgart ernannt.
Er erreichte, dass Hjalmar Schacht, Reichsbankpräsident und Wirtschaftsminister, in Nürnberg zunächst freigesprochen, zu acht Jahren Arbeitslager verurteilt wurde. Während seiner Ermittlungen kam Maier zu der Überzeugung, dass man gerechterweise Schacht nur verurteilen könne, wenn man zuvor auch diejenigen zur Rechenschaft ziehe, die am 23. März 1933 Hitlers Ermächtigungsgesetz zugestimmt und damit seiner Gewalt- und Willkürherrschaft grundlegend den Weg bereitet hatten. Dazu zählten prominente Württembergische Politiker der ersten Nachkriegsjahre wie Reinhold Maier, Ministerpräsident, oder sein Kultusminister Wilhelm Simpfendörfer. Gegen beide als „Hauptschuldige“ richtete sich die im Januar 1948 erhobene Anklage, in deren Folge eine öffentliche Debatte über die Verantwortung der bürgerlichen Parteien in der Weimarer Republik entbrannte und die Entnazifizierung in Frage gestellt wurde.
Dieses konsequente Vorgehen Franz Karl Maiers gegen Mitläufer, gegen Anpassung und akademische Passivität verschaffte ihm bei den Akademikerkollegen, später auch der amerikanischen Besatzung, keine Freunde. 1949 wurde Maier als öffentlicher Ankläger entpflichtet, weil er seinen Beruf als Journalist mit seiner Funktion als Ankläger der Spruchkammer vermengt hatte. Er schied aus der Stuttgarter Zeitung aus und ging nach Berlin.
Dort konnte er die Ideale, wie sie von den westlichen Alliierten, den Lizenzträgern Erik Reger und Walther Karsch an die Hand gegeben worden waren, beim Tagesspiegel, wo er bis 1984 Verleger und Herausgeber war, in Maßstäbe umsetzen, die in der insularen Teilstadt für Jahrzehnte Geltung haben sollten. Für Franz Karl Maier war Pressefreiheit stets treuhänderisch wahrgenommene Bürgerfreiheit.
In Berlin blieb Maier streitbar und gradlinig, kam wieder in neue Konflikte, nicht nur mit der Konkurrenz des Axel-Springer-Verlags, sondern auch mit dem Berliner Senat und den Gewerkschaften, mit Redakteuren und Druckern.
1977 gründete er zusammen mit Manfred Dannenberger und Lothar C. Poll die Pressestiftung Tagesspiegel, die zur Sicherung der Unabhängigkeit rund ein Viertel des Stammkapitals der Verlagsgesellschaft des Tagesspiegels hielt.
Noch auf Anregung von Maier wurde in den Jahren 1985/1986 die am Havelufer südlich des Brandenburger Dorfes Sacrow auf dem Gebiet der DDR gelegene Heilandskirche (1844 von Persius nach Skizzen Friedrich Wilhelms IV. entworfen) vor dem Verfall bewahrt.
Mitglieder der Kuratoriums waren u. a. langjährige Mitarbeiter der Zeitung, die treuhänderisch die Geschäftsanteile an der Pressestiftung hielten.
Er war Namensgeber des Franz-Karl-Maier-Preises, einem von 1985 bis 1995 durch die Pressestiftung Tagesspiegel GmbH vergebenen Leitartikelpreis, der der Kommentarform stärkere Anerkennung verschaffen und junge Journalisten zur eigenen Meinung ermutigen wollte.
Maier starb nach kurzer Krankheit und wurde auf dem Pragfriedhof in Stuttgart beigesetzt.
Maiers Tochter Nora (1942–2023) war zuerst mit Frank Forster und dann mit John Lydon, dem Sänger der Sex Pistols, verheiratet.

## Schriften
- Ist Schacht ein Verbrecher? Anklageschrift des früheren öffentlichen Klägers bei der Spruchkammer Stuttgart. 1947 im Verlag „Die Zukunft“ in Reutlingen mit einem Vorwort von Carl Severing, 1988 im Argon Verlag Berlin neu aufgelegt mit einem Nachwort von Uwe Wesel, ISBN 3-87024-702-9.
- Unbeschränkte Vollmachten für Hitler. Das „Ermächtigungsgesetz“ – Der schwärzeste Tag des deutschen Parlamentarismus. In: Tagesspiegel, 23. März 1983.